# Darya Safai
Darya Safai, née le 7 avril 1975 à Téhéran (Iran), est une militante des droits des femmes irano-belge et députée à la Chambre des représentants du Parlement fédéral belge qui exerce la profession de dentiste.

## Biographie
Darya Safai grandit en République islamique d'Iran après la révolution de 1979. Elle était étudiante en dernière année de médecine dentaire à l'université de Téhéran en 1999, lorsqu'elle participe à une manifestation contre le régime religieux avec son mari Saeed Bashirtash, l'un des leaders du mouvement de protestation étudiante. En conséquence, elle est arrêtée et mise en prison, en cellule d'isolement, pendant 24 jours. Après avoir été libérée sous caution, elle fuit l'Iran par la Turquie, pour s'établir avec son mari en Belgique. Elle est condamnée par défaut par le tribunal révolutionnaire de la République islamique d'Iran à deux ans d'emprisonnement. Elle effectue les deux dernières années des études de dentiste à la VUB. Elle est naturalisée belge en 2003.

### Militante des droits des femmes
Mme Safai est une militante qui se bat pour l'émancipation des femmes et l'égalité des droits en Iran. Elle pourfend le hidjab et l'islamisme. Elle attire l'attention du monde entier avec le groupe d'action qu'elle crée en 2014 Let Iranian women enter their stadiums (Laissez les femmes iraniennes entrer dans leurs stades) avec lequel elle veut attirer l'attention sur l'interdiction des stades de football masculin pour les femmes iraniennes depuis la révolution iranienne de 1979. Lors des matches internationaux de l'équipe d'Iran de football, elle est présente avec des banderoles ou T-shirts portant ce slogan.

### Activité politique
Darya Safai est membre de la Nieuw-Vlaamse Alliantie depuis janvier 2018. En octobre 2018, pour les élections provinciales, elle est dix-neuvième de la liste N-VA du Brabant flamand mais n'est pas élue. Elle est candidate pour les élections fédérales de 2019, et est élue à la troisième place de la liste N-VA avec plus de 17 000 voix de préférence. Elle est réélue en 2024.